# 怡姓
怡姓，一個中國姓氏。

## 來源
- 1，炎帝神農氏之後有怡姓。
- 2，墨台之後改為墨氏，又改為怡氏。
- 3，西魏时有人叫怡峰，本姓默台，後來避难时改姓怡。
- 4，回族姓。

## 外部連結
[在维基数据编辑]
 《欽定古今圖書集成·明倫彙編·氏族典·怡姓部》，出自陈梦雷《古今圖書集成》